# The Tattooist
The Tattooist  (česky doslova „Tatér“) je novozélandský hororový film z roku 2007, který režíroval Peter Burger. V hlavních rolích si zahráli mimo jiné Jason Behr, Nathaniel Lees, Michael Hurst a Robbie Magasiva. Film je prvním ze série oficiálních koprodukcí mezi Novým Zélandem a Singapurem.

## Děj
Jake Sawyer (Jason Behr) je tatér cestující po světě, přičemž námětem pro jeho tvorbu jsou etnické skupiny a problematika. Při návštěvě Singapuru, kde si chtěl na místním veletrhu otevřít tetovací salon, odcizil starověkou samojskou tetovací jehlu. Poté, co odletěl na Nový Zéland, aby pokračoval ve svém umění, setká se s krásnou Samojkou jménem Sina (Mia Blake), a objeví tak místní samojskou kulturu. Jake ale pomalu zjišťuje, že jeho ukradená jehla vypustila zlého ducha pomsty, který posedl všechny zákazníky, které Jake od krádeže tetovacího nástroje tetoval. Zatímco se Jake pokouší naučit pe'a, samojský tradiční způsob tetování, brzy si uvědomí, že Sina byla posednuta, když si od něj nechala vytetovat obrázek, a on tak musí najít způsob, jak zachránit ji i sebe samotného.

## Obsazení
- Jason Behr jako Jake Sawyer
- Timothy Balme jako Jakeův otec
- Michael Hurst jako Crash
- David Fane jako pan Va'a
- Nathaniel Lees jako pan Perenese
- Mia Blake jako Sina
- Caroline Cheong jako Victoria
- Robbie Magasiva jako Alipati
- Matthew Ridge jako Graham
- Stuart Devenie jako vrchní lékař
- Jarred Blakiston jako mladý Jake Sawyer

## Produkce
Natáčení bylo zahájeno 16. září 2006 v Aucklandu na Novém Zélandu.

### Hudba
Film mimo jiné obsahuje skladby od The Mint Chicks, Kinga Kapisiho a Dona McGlashana. Hudbu přímo pro film složil Peter Scholes.

## Kritika
Reakce kritiků byla pro The Tattooist smíšená až negativní. Většinou bylo kritizováno tempo filmu. Kritici ze stránek jako DreadCentral měli pocit, že děj filmu byl příliš natahovaný a že samotný koncept byl příliš krátký na 90minutovou délku filmu. V Bloody Disgusting měli stejný pocit a prohlásili, že The Tattooist měl nevyužitý potenciál stát se „něčím svěžím a originálním,“ ale místo toho jen kopíroval jiné filmy vydané před ním. Shock Till You Drop prohlásili, že ve filmu je příliš mnoho postranních dějových linek a že až moc musí vysvětlovat, co se děje: „Příliš mnoho času stráveného vysvětlováním ‚proč‘ je kontraproduktivní, a The Tattooist je v tomto ohledu bohužel přesně takový.“ V pozitivní recenzi David Johnson z DVD Verdict uvedl, že film je „zběsilý, chaotický, šílený béčkový hororový film“ a že stojí za zhlédnutí.